# 元茨木川緑地
元茨木川緑地（もといばらきがわりょくち）は、大阪府茨木市に位置する緑地。

## 概要
安威川との合流に伴い廃川となった旧茨木川の流路が、公園として整備されたものである。
全長は南北5 km以上にも及び、グリーンベルトを形成している。
茨木市の市街地中央を貫き、道路が併設されている。この道路には中央公園より北側を「川端通り」、南側を「桜通り」と愛称がつけられている。
園路が南北に整備され、ハイキングコースとなっており、各所に遊具や花壇、水景施設が設置されている。
桜の名所としても知られ、毎年4月には「茨木市民さくらまつり」が開催される。ソメイヨシノ以外の品種も多く植えられている。
サクラの他にも、クスノキやケヤキ、カシ、ハナミズキなど約40樹種70000本が植栽されている。
南部には梅園が整備されている。
大阪みどりの百選に選ばれている。

## 歴史
江戸時代より茨木川は川幅が狭く天井川であり、たびたび氾濫を起こしていた。
- 1934年（昭和9年）7月2日 - 豪雨により茨木川の田中、沢良宜東、沢良宜西と安威川の十日市、目垣、十一、馬場で堤防が決壊。
- 1935年（昭和10年）
  - 6月29日 - 豪雨により茨木川の中河原、五日市、沢良宜東、沢良宜西と安威川の十日市、戸伏、二階堂で堤防が決壊、市内の大部分が浸水。
  - 8月10日 - 豪雨により6月と同様の被害。
- 1937年（昭和12年） - 度重なる洪水を防ぐため、田中付近で茨木川を安威川に合流させる工事が始まる。
- 1943年（昭和18年） - 付け替え工事終了。
- 1949年（昭和25年） - 合流地点より下流の茨木川が廃川となる。
- 1969年（昭和45年）3月 - 茨木川の旧流路を元茨木川緑地として整備することが都市計画決定される。計画決定面積：約20 ha（道路の敷設は計画にはなかった）
- 1973年（昭和49年） - 公園整備が北側から順に開始される。
- 1974年（昭和50年） - 元茨木川緑地開設。
- 1989年（平成元年）
  - 3月31日 - 元茨木川緑地整備計画が完了。延長5 km、施工面積13.12 ha
  - 大阪みどりの百選に選ばれる。
- 1990年（平成2年）4月1日 - 初の市民さくらまつり開催。

## 周辺
- 西河原市民プール
- 田中のまるまた
- 川端康成文学館
- 上中条青少年センター
- 茨木市立茨木小学校
- 茨木税務署
- 茨木城跡
- 市民総合センター（クリエイトセンター）
- 茨木神社
- 茨木市役所
- 茨木市立養精中学校
- 福祉文化会館（オークシアター） ※閉館
- 男女共生センターローズWAM
- おにクル
- 茨木市消防本部
- 茨木市合同庁舎
- 大阪府立茨木高等学校
- 茨木市立市民体育館
- 茨木市立東奈良小学校
- 茨木市立玉櫛小学校
- 文化財資料館
- 佐和良義神社
- 沢良宜城跡
- 沢良宜駅
- 道祖神社

### 周辺の都市公園
- 西河原公園…安威川との合流工事の際に安威川では直線化工事が行われ、このとき取り残された安威川旧流路を整備したもの。
- 中央公園
- 水尾公園
- 若園公園
- SL公園
- 沢良宜公園

## アクセス
- JR京都線JR総持寺駅から西へ徒歩11分
- JR京都線茨木駅から東へ徒歩10分
- 阪急京都本線茨木市駅から西へ徒歩8分
- 阪急京都本線・大阪モノレール南茨木駅から東へ徒歩5分
- 大阪モノレール沢良宜駅から東へ徒歩1分